# さいたま市立大谷小学校
さいたま市立大谷小学校（さいたましりつ おおやしょうがっこう）は、埼玉県さいたま市見沼区にある公立小学校。

## 沿革
- 1976年（昭和51年）
  - 4月1日 - 大宮市立大谷小学校として開校。
  - 6月4日 - 校舎が落成し、同日開校式を挙行。この日を開校記念日と定めた。
- 1977年（昭和52年）
  - 3月2日 - 校旗制定。
  - 3月11日 - 校歌制定。
  - 3月25日 - 外構工事、正門、東門、西門完成。
- 1979年（昭和54年）9月7日 - 体育館と増築校舎落成。
- 1983年（昭和58年）9月1日 - 築山コンビ遊具体完成。
- 1985年（昭和60年）2月19日 - 創立10周年記念式典挙行。
- 1987年（昭和62年）2月12日 - 埼玉県学校給食優良校受賞。
- 1990年（平成2年）4月27日 - B校舎・C校舎4階通路ドーム完成。
- 1994年（平成6年）5月23日 - 同和教育研究推進校指定（大宮市教育委員会委嘱）。
- 1995年（平成7年）
  - 8月31日 - A・C校舎連絡通路ドーム完成。
  - 11月30日 - 創立20周年記念式典挙行。
  - 12月20日 - コンピュータ教室完成。
- 2000年（平成12年）9月14日 - 文部科学省等研究協力マルチメディア活用学校間連携推進事業協力校に指定され、インターネット・テレビ会議システム設置。
- 2001年（平成13年）5月1日 - 大宮・浦和・与野の3市合併に伴うさいたま市発足により、さいたま市立大谷小学校と改称。同日、文部科学省図書資源共有型モデル地域事業実践協力研究校に指定される。
- 2003年（平成13年）5月9日 - 教育課程・学校図書館教育（さいたま市教育委員会指定）。
- 2005年（平成17年）11月11日 - 創立30周年記念式典挙行。
- 2006年（平成18年）8月30日 - B棟・C棟天窓部分改修工事。
- 2007年（平成19年）8月31日 - B棟建具改修工事。
- 2008年（平成20年）8月31日 - A棟・B棟・C棟通路建具改修工事。
- 2009年（平成21年）10月30日 - A棟耐震補強工事竣工。
- 2010年（平成22年）10月29日 - B棟西側部とC棟耐震補強工事竣工。
- 2011年（平成23年）10月31日 - B棟及びAB棟通路耐震補強工事竣工。
- 2012年（平成24年）
  - 3月19日 - 屋上防水工事竣工。
  - 9月25日 - A棟外壁工事竣工。
- 2015年（平成27年）11月6日 - 創立40周年記念式典挙行。
- 2016年（平成28年）
  - 2月8日 - 太陽光パネル・蓄電池設備設置。
  - 2月29日 - 体育館非構造部材耐震化等改修工事。
  - 3月11日 - 防球ネット設置及び外柵改修工事。
- 2019年（令和元年）10月15日 - 受水槽改修工事。
- 2020年（令和2年）3月31日 - 仮設校舎竣工。

### この節の出典
- 大谷小学校沿革（学校ホームページ内）

## 周辺地域
本校は台地の上に立地し、周囲には坂道が多い。竹林や雑木林と畑ののどかな風景が広がっていたが、次第に宅地化が進んでいる。

## 学区
- 大谷　大谷商店街通り以南、七里図書館以西の地域と、大宮七里団地
- 蓮沼　旧国道16号線以南の地域（大宮七里グリーンハイツを除く）
- 南中丸　大宮八幡中学校以東の地域
- 南中野　十王尊以北の地域（第二産業道路より西側の飛び地を除く）

## 交通アクセス
- 国際興業バス、東武バス、さいたま市コミュニティバス「向大谷」停留所から徒歩10分。
- 東武野田線（東武アーバンパークライン）大和田駅から徒歩28分。

## 著名な出身者

### サッカー
- 金澤慎（引退・大宮アルディージャ）
- 山郷のぞみ（引退・元ASエルフェン埼玉）

### バレーボール
- 渡邊久惠（引退・元日立リヴァーレ）